# Dicranota petiolata
Dicranota petiolata är en tvåvingeart som först beskrevs av Alexander 1919.  Dicranota petiolata ingår i släktet Dicranota och familjen hårögonharkrankar. Inga underarter finns listade i Catalogue of Life.